# 宇都宮敏男
宇都宮 敏男（うつのみや としお、1921年（大正10年）11月20日 - 2009年（平成21年）11月26日）は、昭和時代から平成時代の電気工学者、通信技術者。

## 経歴・人物
香川県に生まれる。戦時体制中の1943年（昭和18年）9月に半年繰り上げで東京帝国大学第一工学部電気工学科を卒業。卒業後は、内定していた海軍技術士官への道を捨て、新しく発足した大学院特別研究生となり5年の研究生活を送る。特別研究生満了後、東京帝国大学助教授、教授を歴任し、1982年（昭和57年）定年退官後は東京理科大学教授、嘱託教授、非常勤講師を歴任した。その間、1959-60年（昭和34-35年）には文部省在外研究員としてアメリカのコロンビア大学の客員助教授を務めた。1980年テレビジョン学会会長。1984年電子情報通信学会編集長。1993年ICカードシステム利用促進協議会会長。2009年（平成21年）11月26日、肺結核に伴う腎不全で逝去。88歳。
応用電子工学、医用生体工学などを主な研究分野とした。戦中からマイクロ波送受信・電力測定、直流増幅回路、半導体パラメトリック回路などの各種電子回路を研究し、送受共用クライストロンによる簡易マイクロ波通信装置、高入力抵抗チョッパ増幅回路、中間周波数アイドラ回路付加による高効率化変容量ダイオード逓倍回路などの当時としては先駆的な研究成果を発表した。医用電子工学分野では、『生体の制御・情報システム』を編集・刊行。ほか、誘発脳波の解析研究を行った。これらの業績を賞され、東京都知事から科学技術功労者表彰を、IEEEからフェローの資格を、テレビジョン学会から丹羽・高柳賞功労賞を受賞した。